# Zombies 3
Zombies 3 è un film del 2022 diretto da Paul Hoen.
Pellicola musicale di fantascienza statunitense che ha debuttato su Disney+ il 15 luglio 2022 e su Disney Channel il 12 agosto 2022. Sequel del film Zombies del 2018 e del film Zombies 2 del 2020, è interpretato da Milo Manheim e Meg Donnelly che riprendono rispettivamente i ruoli principali di Zed e Addison. Ritorna anche gran parte del cast di supporto principale dei primi due film di Zombi. Il film segue la città di Seabrook, che ora ospita zombie, normali umani e lupi mannari che coesistono in armonia, mentre tentano di respingere un'invasione aliena.

## Trama
Nella città di Seabrook, lupi mannari, umani e zombie vivono in pace. È il loro ultimo anno alla Seabrook High e Addison è stata accettata al Mountain College. Zed sta perseguendo una borsa di studio atletica al Mountain College e spera di unirsi ad Addison lì. Durante la notte prima di un'attesissima partita di football, dove, in caso di vittoria, Seabrook avrà il suo primo zombie/mostro reclutato al college, abbattendo una barriera per tutti gli altri mostri, arriva un UFO che provoca il panico di massa. I leader alieni, chiamati "A-Lan, A-Li e A-Spen", si teletrasportano giù dalla loro nave. Gli alieni sono alla ricerca di una mappa interstellare per Utopia, una nuova casa per la loro specie, che può essere trovata solo nella "cosa più preziosa di Seabrook". Per nascondere il loro vero scopo, affermano di essere qui per competere nel National Cheer Off, che Addison aveva precedentemente organizzato. Durante l'interrogatorio da parte della Z-Patrol, A-Spen trova una scappatoia in modo che Zed possa entrare al college avendo una borsa di studio eccezionale per migliorare i suoi voti.
Willa, Wyatt e Wynter sono estremamente diffidenti nei confronti degli alieni, poiché pensano che siano lì per prendere ciò che è loro. Gli alieni si stabiliscono temporaneamente a Seabrook. Gli alieni interrogano i lupi mannari e scansionano le loro menti con le loro lenti Luma. Eliza, che attualmente sta svolgendo un tirocinio presso la Z-Corp, il produttore delle bande Z, aiuta Zed con la sua borsa di studio. Tuttavia, gli alieni hanno battuto i record di Zed, sia atletici che accademici, riducendo le sue possibilità di entrare al college. Zed, in cambio dell'alterazione della sua pagella da parte degli alieni, aiuta gli alieni a identificare la pietra di luna, che scansionano per le coordinate e scoprono che è letale per loro. A-Spen incontra Addison, alla quale rivela di essere innamorata di Zed. All'allenamento del tifo, la squadra di tifosi viene minacciata dopo aver assistito all'allenamento degli alieni. Gli alieni vengono quasi catturati dai lupi mannari e si dirigono verso la loro Nave Madre dove Zed li aiuta con la sua conoscenza di Seabrook, mentre Addison viene erroneamente teletrasportata sulla Nave Madre. A-Spen, A-Li e A-Lan rivelano le vere ragioni per cui sono arrivati a Seabrook. Dopo aver sistemato e guardato i diari dell'Esploratore, scoprono che l'Esploratore non è altri che la nonna materna di Addison, Angie. (Bucky, il cugino di Addison, non è imparentato con Angie, così come è imparentato con Addison da parte di padre.)
Zed è nervoso per il suo colloquio al college di casa, che è l'ultima cosa che deve superare prima di scoprire se è stato accettato al Mountain College. I poteri alieni di Addison lo fanno "zombie fuori" durante il suo colloquio, facendo sì che la sua intervistatrice, la signora Crabtree, se ne vada. Addison mette in dubbio la sua identità di aliena, chiedendo a sua madre di sua nonna. Il trio di alieni sospetta che la Seabrook Cup, che è il trofeo creato da Angie e ora assegnato alla squadra vincitrice del Cheer Off, che è realizzato con materiali provenienti dal loro mondo natale, sia la loro mappa di casa. Addison scopre la stessa cosa poco dopo e si rende conto che o sono gli alieni a vincere o lei lo fa. I lupi mannari scoprono la missione degli alieni e allertano la Z-Patrol. Zed, dopo aver appreso di essere stato accettato al college, scopre gli ordini della Z-Patrol e cerca di impedire agli alieni di competere nel Cheer-Off. La squadra extraterrestre viene squalificata, lasciando Addison come unica possibilità di trovare Utopia. I gamberetti possenti di Seabrook sono vittoriosi alla competizione e vincono.
I lupi mannari si schiantano nel padiglione del tifo e rivelano i piani degli alieni. Gli alieni, Addison e Zed fuggono prima che Addison riveli alla città la sua eredità aliena. Zed rivela le sue notizie al college e gli alieni si rendono conto che le coordinate di Utopia si trovano nel DNA di Addison. Sfortunatamente, la loro mappa è dinamica, il che significa che devono portare Addison nella loro nuova casa. Una conflittuale Addison accetta di andare. Zed si offre di andare con lei, ma è impossibile perché verrebbe ucciso dalla loro energia di polvere di stelle in pochi minuti. Il giorno in cui gli alieni e Addison partiranno per Utopia, la nave degli alieni è gravemente danneggiata, così i lupi mannari offrono la loro pietra di luna ed Eliza afferma che potrebbero caricare la nave filtrando l'energia della pietra di luna attraverso le loro bande Z. Zed rischia la vita interferendo con il potere degli alieni e della pietra di luna, anche se sopravvive. Mentre gli altri corrono per uscire dalla nave prima che si rilasci nello spazio, Addison e Zed si scambiano un ultimo bacio prima che lui venga teletrasportato sulla Terra e l'astronave scompaia nell'iperspazio.
Pochi giorni dopo, in un mondo senza Addison, il gruppo festeggia la loro laurea mentre gli alieni decifrano il DNA di Addison come coordinate della mappa. Addison si rende conto che sua nonna Angie voleva che la sua specie vivesse sulla Terra, proprio mentre la mappa viene decodificata per rivelare che la Terra era Utopia per tutto il tempo, confermando le convinzioni di Addison. Gli alieni tornano quindi a Seabrook, mentre un gioioso Zed, Bree, Willa, Wynter, Wyatt, Bonzo, Bucky e gli Acey festeggiano il loro ritorno. In seguito, gli alieni si trasferiscono completamente a Seabrook, insieme a molti altri mostri e creature tra cui vampiri e tritoni.
Durante i titoli di coda, Bucky viene mostrato salire a bordo della Nave Madre e attivarla per il lancio, con l'obiettivo di "portare allegria fino ai confini più remoti della galassia".

## Personaggi
- Zed interpretato da Milo Manheim
- Addison interpretata da Meg Donnelly
- Bucky interpretato da Trevor Flannagan-Tordjman[2][3]
- Eliza interpretato da Kylee Russell
- Bree interpretata da Carla Jeffery
- Willa interpretata da Chandler Kinney
- Wyatt interpretato da Pearce Joza
- Wynter interpretata da Baby Ariel
- A-Spen interpretato da Terry Hu
- A-Lan interpretato da Matt Cornett
- A-Li interpretata da Kyra Tantao
- Zoey interpretata da Kingston Foster
- Bonzo interpretato da James Godfrey
- Nave Madre doppiato da RuPaul
- Lacey interpretata da Emilia McCarthy
- Jacey interpretato da Noah Zulfikar
- Stacey interpretato da Jasmine Renée Thomas
- Principal Lee interpretata da Naomi Snieckus
- Dale interpretato da Paul Hopkins
- Missy interpretata da Marie Ward
- Angie interpretata da Sheila McCarthy
- Allenatore interpretato da Jonathan Langdon
- Zevon interpretato da Tony Nappo[4]
- Alien interpretato da Daniel Ryan-Astley

## Produzione
Il 22 marzo 2021 è stato annunciato un terzo film, intitolato Zombies 3, le cui riprese si sono svolte in primavera a Toronto, in Canada. Milo Manheim e Meg Donnelly hanno ripreso i rispettivi ruoli di Zed e Addison. Paul Hoen è stato il regista, mentre la Bloor Street Productions è stata la società di produzione. David Light, Joseph Raso, Suzanne Farwell e Resonate Entertainment sono stati i produttori esecutivi. Il 19 maggio 2021 è stato annunciato che Matt Cornett, Kyra Tantao, Terry Hu sono stati scelti per il film nei rispettivi ruoli di A-Lan, A-Li e A-Spen. Anche Chandler Kinney, Pearce Joza, Baby Ariel, Trevor Tordjman, Carla Jeffery, Kylee Russell, James Godfrey e Kingston Foster sono tornati nei loro rispettivi ruoli. La produzione del film è iniziata il 31 maggio 2021 e si è conclusa nel luglio 2021. Il 20 maggio 2022, è stato annunciato che RuPaul si è unito al cast come voce di "Nave Madre", descritto nella sinossi ufficiale come "un UFO comicamente passivo-aggressivo".
A causa della sua gravidanza, Kylee Russell non ha potuto girare con il resto del cast; Le sue scene sono state realizzate mostrando solo il suo busto in su nelle inquadrature e interagendo con il resto del cast attraverso un corpo robotico.

## Distribuzione
Zombies 3 è stato  pubblicato il 15 luglio 2022 su Disney+. Il film è andato in onda anche su Disney Channel il 12 agosto, pubblicizzato come una "Lost Song edition". La scena in cui A-spen rivela ad Addison di essere innamorata di Zed, Bree, Addison, Willa, Wynter e A-spen cantano la sensazione di essere innamorati, la canzone è intitolata "What Is This Feeling?"

## Accoglienza

### Incassi
Secondo Whip Media, Zombies 3 è stato il quarto film più visto su tutte le piattaforme negli Stati Uniti durante la settimana del 15 luglio 2022. Secondo Nielsen, Zombies 3 è stato il 7° film più visto su tutte le piattaforme durante la settimana del 17 luglio 2022.

### Critica
Sul sito aggregatore di recensioni Rotten Tomatoes, il 75% delle recensioni di 8 critici sono positive, con una valutazione media di 6,30/10.
Sourav Chakraborty di Sportskeeda ha trovato Zombies 3 un solido finale nel franchise di Zombies, ha elogiato il film per la sua rappresentazione dell'amore, dell'accettazione e dell'uguaglianza, ha applaudito la colonna sonora del film attraverso le sue canzoni e la chimica tra i personaggi e si è complimentato per la premessa che coinvolge personaggi extraterrestri. John Serba di Decider ha elogiato la musica e la coreografia, affermando che le canzoni riescono ad essere attraenti, e si è complimentato per il messaggio del film che tratta di accettazione e inclusione, pur trovando il film colorato, sgargiante e talvolta senza senso. Jennifer Green di Common Sense Media ha valutato il film con 3 stelle su 5, ha elogiato la presenza di messaggi positivi e modelli di ruolo, citando la diversità, l'uguaglianza e l'inclusione, e si è complimentata per le diverse rappresentazioni.
Lena Wilson del New York Times ha scritto che il film è molto più di "90 minuti di stupidità" e ne ha elogiato il tono, ma ha criticato il modo in cui Zombies 3 ha ritratto le differenze socio-culturali, in particolare il personaggio queer di Terry Hu. Brian Lowry della CNN ha trovato il film energico e progressivo, ma ha scritto che il film era "morto all'arrivo" e "difficile da accendere", esprimendo preoccupazione per l'uso degli alieni (che ha trovato cliché) dopo che i primi due film avevano raffigurato zombie e lupi mannari, e ha trovato le canzoni di qualità mediocre, tranne "I'm Finally Me" e la ripresa di "Someday".

## Riconoscimenti
| Anno | Premio                                       | Categoria                                                                | Candidato(i) | Risultato | Ref.          |
| ---- | -------------------------------------------- | ------------------------------------------------------------------------ | ------------ | --------- | ------------- |
| 2023 | Premi GLAAD Media                            | Eccezionale programmazione per bambini e famiglie - Azione dal vivo      | Zombie 3     | Nominato  | [ 19 ] [ 20 ] |
| 2023 | Premi CAFTCAD                                | Eccellenza nell'artigianato - illustrazioni                              | Zombie 3     | Nominato  | [ 21 ]        |
| 2023 | Premi degli editori cinematografici canadesi | Miglior montaggio in una serie live action per famiglie o MOW            | Lisa Binkley | Nominato  | [ 22 ]        |
| 2023 | Premi Emmy per bambini e famiglie            | Eccezionale missaggio e montaggio del suono per un programma live action | Zombie 3     | Nominato  | [ 22 ]        |

## Sequel
Il 10 febbraio 2024, Disney Branded Television ha dato il via libera a un quarto film, intitolato Zombies 4: L'alba dei Vampiri. L'inizio della produzione in Nuova Zelanda è previsto per marzo 2024. Il 22 aprile 2025, la Disney ha pubblicato in rete il teaser trailer del film, annunciando che la pellicola verrà trasmessa su Disney Channel il 10 luglio 2025. È sarà rilasciata su Disney+ il giorno successivo.